# Kukeri

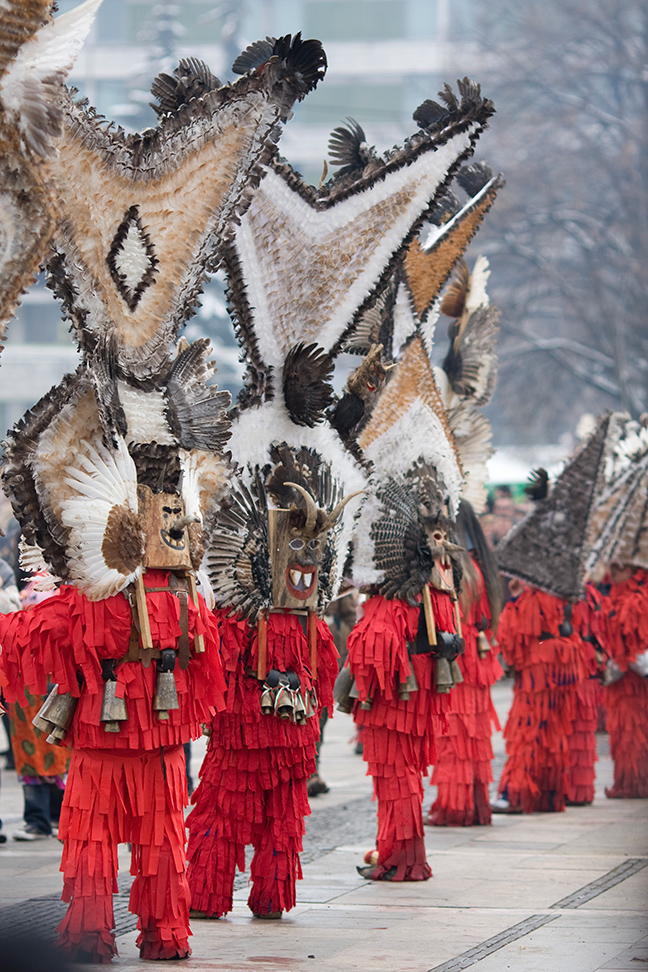
Kukeri auf dem Surva-Festival in Pernik, 2010

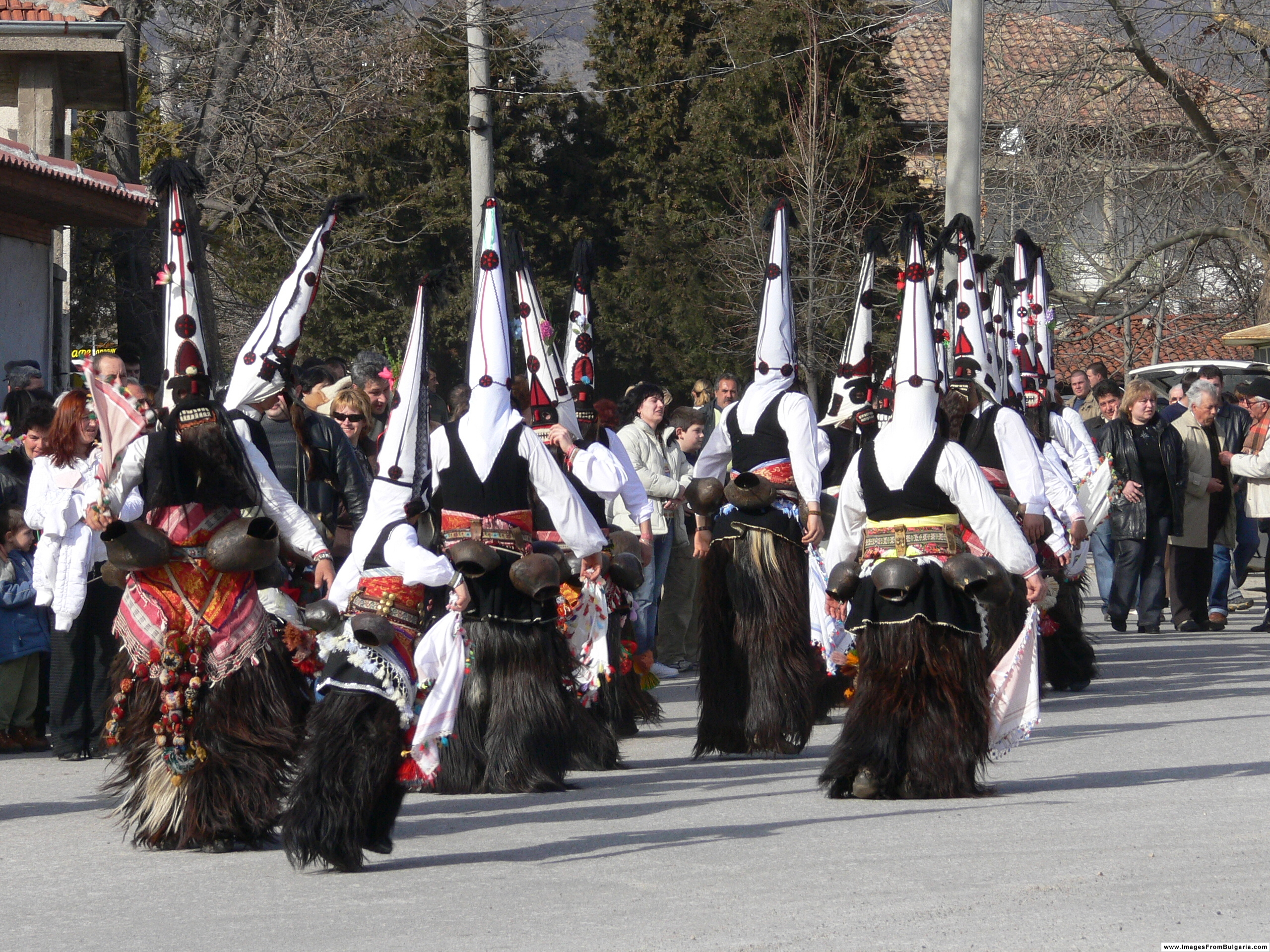
Kukeri aus der Region von Karlowo

Kukeri (bulgarisch кукери; Singular Kuker, кукер) ist ein traditionelles Spiel von tiergestaltigen Maskentänzern in Bulgarien, das im Winter oder Frühjahr zu regional unterschiedlichen Zeiten zwischen Neujahr und der Fastenzeit veranstaltet wird. Jährlich findet mit dem Surwa-Festival in Pernik eine Ansammlung von mehrere tausend Kukeri statt.

## Hintergrund
Kukeri ist ein im Freien aufgeführtes rituelles Spiel im Süden und im Südosten von Bulgarien, bei dem die männlichen Akteure in Tiergestalt kostümiert und maskiert die Vertreibung böser Geister, Szenen aus dem häuslichen Alltag und der Landwirtschaft darstellen, um den Untergang des alten und den Beginn des neuen Jahres zu veranschaulichen und um für Fruchtbarkeit und reichen Ernteertrag zu bitten. Es hat seinen Ursprung in vorchristlicher Zeit und ist eng mit der landwirtschaftlichen Nutzung verbunden.
Die Masken, die bei den Ritualen verwendet werden, bestehen aus Ziegenhaut und haben meist eine Holzkonstruktion, die den Träger größer erscheinen lässt. Es handelt sich um Ganzkörpermasken, die meist mit langen Haaren verflochten sind. Gesichter, wenn vorhanden, sind Tieren wie Ziegen und Schafen nachempfunden. Oft fallen aber die langen Haare dort hin, wo das Gesicht ist. Die Kostüme haben zwei bis vier Kuhglocken, die beim Bewegen Geräusche machen. Die Träger werden als Kuker bezeichnet. Alle weiteren Teilnehmer können sowohl in normaler Kleidung als auch in traditioneller Bekleidung an den Festen teilnehmen. Hinzu kommen noch weitere Rollen, wie die Bulka (Braut), der Zet (Schwiegersohn) und der Hadschi. Auch die Frauenrollen werden meist von Männern gespielt. Die Kuker tragen ein Stück Holz namens „Falos“, mit diesem sollen kinderlose Frauen berührt werden.
Der Ablauf folgt gewissen Regeln, die sich jedoch von Dorf zu Dorf unterscheiden können. Normalerweise treffen sich die Kuker, meist fast ausschließlich Männer, des Dorfes am Morgen am Dorfmittelpunkt oder beim Haus des Organisators. Die verkleideten Personen tanzen Horo, einen bulgarischen Stepptanz. Der Tanz beginnt zunächst auf dem Platz und dehnt sich dann auf das ganze Dorf aus, wobei die Teilnehmer zu einfachen Rhythmen tanzen. Die Akteure werden von Musikern mit der Zylindertrommel Tapan und der Kegeloboe Zurla oder der Sackpfeife Gajda begleitet. Dabei spielen die Musiker fast die gesamte Zeit, bis zu sechs Stunden.
Anschließend besuchen die Kuker die einzelnen Häuser des Dorfes und sprechen Wünsche und Segen aus. Dabei werden verschiedene Rituale verwendet, so kann es zu einem Schaukampf mit den Männern des Hauses kommen oder ein verkleideter Priester verspritzt Weihwasser im Haus. Auch kann versucht werden, die Braut des Hauses zu stehlen, was wiederum andere Kukeri verhindern wollen. Je nach Lust oder religiöser Verbundenheit beteiligen sich die Menschen im Haus dann am weiteren Singsang und Tanz.
Nach dem Besuch der Häuser treffen sich die Kuker wieder am Platz, wo das Ritual mit Tanz und Gesang fortgesetzt wird. Anschließend stellen einige landwirtschaftliche Handgriffe pantomimisch dar.
Die Kuker werden mit Spenden und Geschenken belohnt, neben Geld kommen hier auch landwirtschaftliche Produkte zum Einsatz. Am Ende wird ein kollektives Bankett ausgerichtet.
Das gesamte Ritual kann bis zu 20 Stunden dauern. Allerdings gibt es auch kürzere Varianten, die vor allem auf Volksfesten ausgeführt werden.
Ursprünglich wurde das Spiel vor allem in der Fastenzeit aufgeführt, jedoch ist diese Verbindung heute nicht mehr aktuell. Stattdessen findet es nun häufig an einem Wochenende im Februar oder im frühen März statt, meistens im Übergang von Winter zu Frühling. Es ist zu unterscheiden von Survakari, einem ähnlichen Ritual zum Jahreswechsel im Süden von Sofia und im Westen von Bulgarien. Des Weiteren kann Kukeri auch Teil eines Volksfestes sein oder als eine Art Theaterstück eines Laientheaters vorgestellt werden.

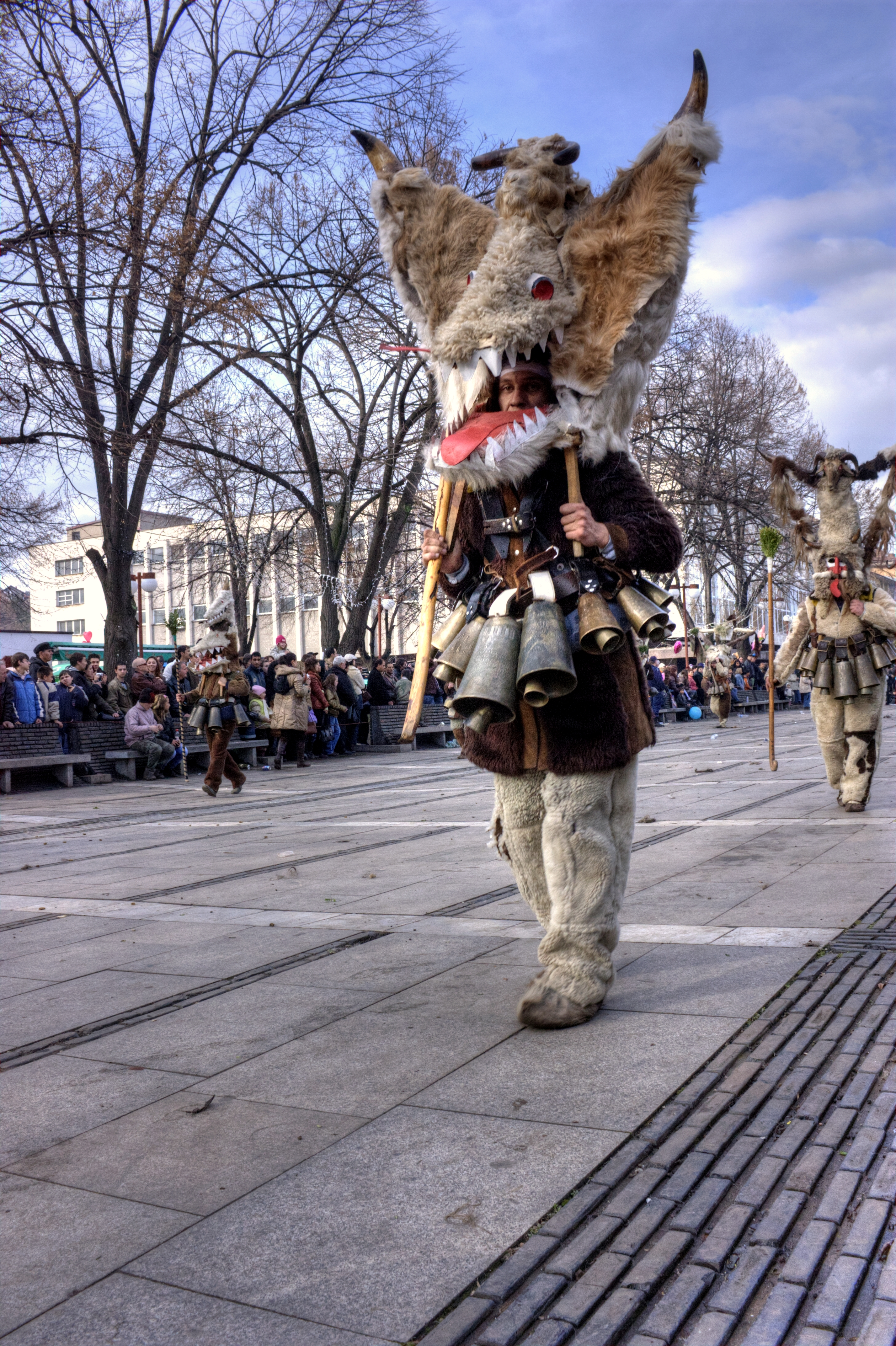
In Pernik
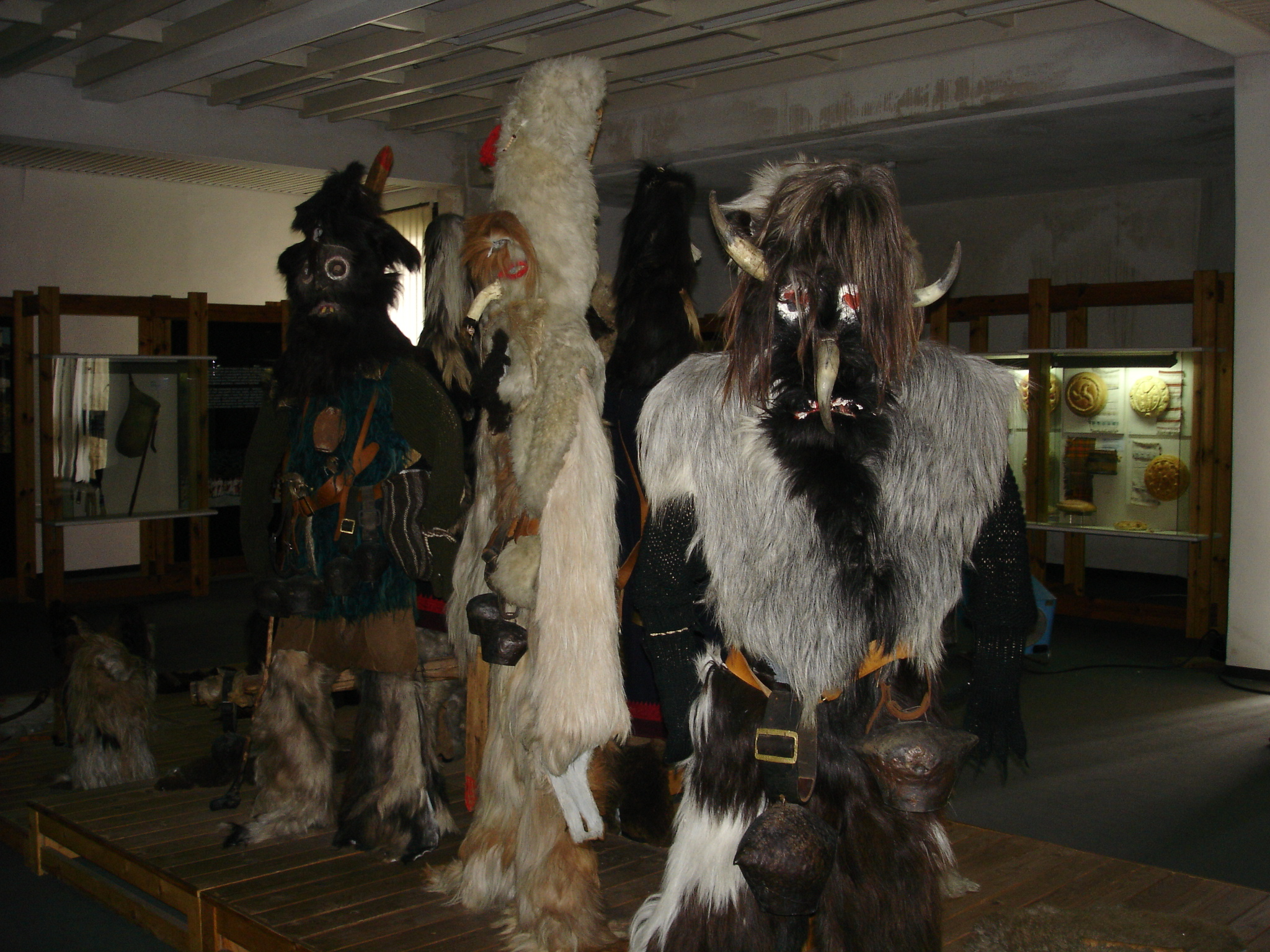
In Smoljan
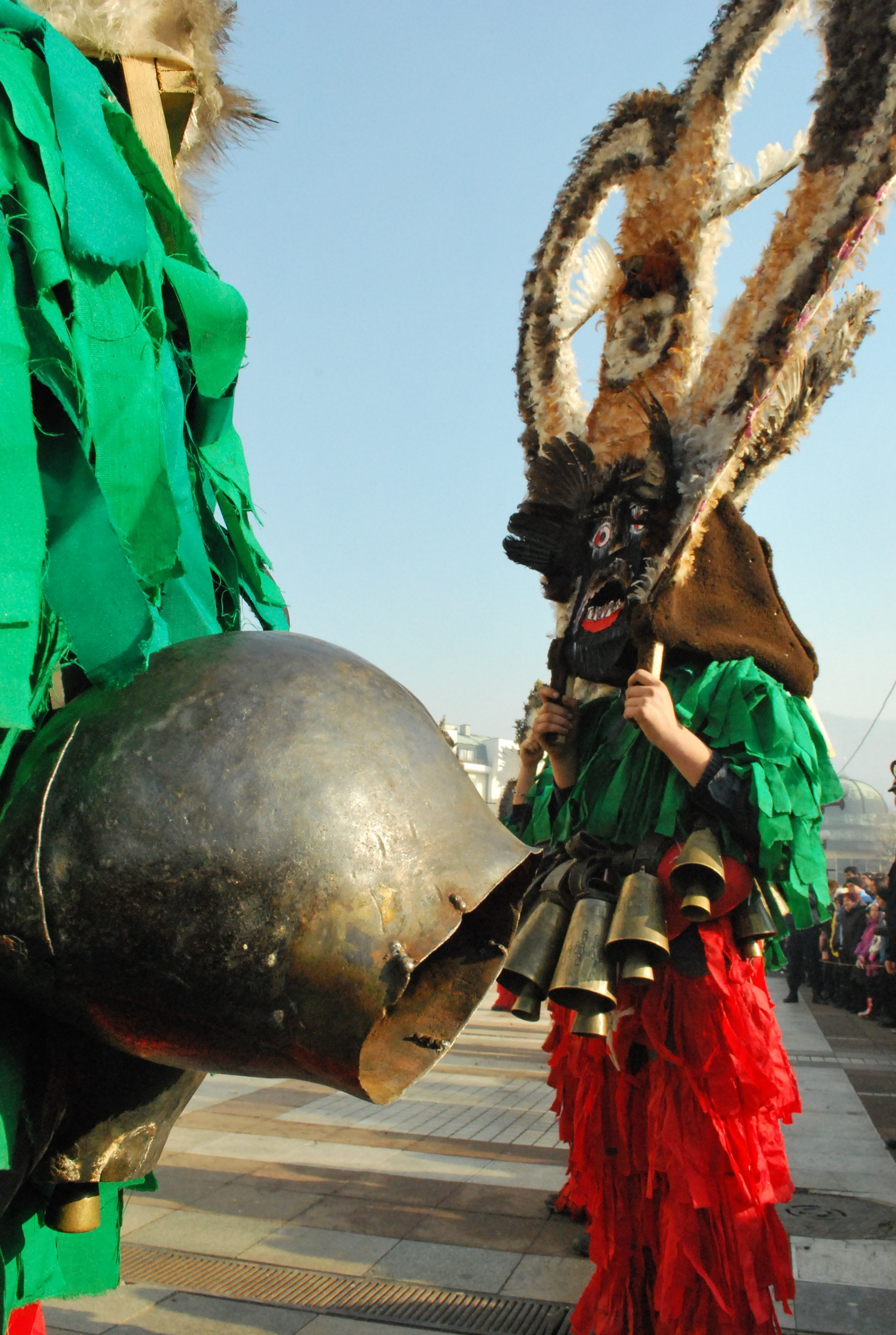
In Blagoewgrad
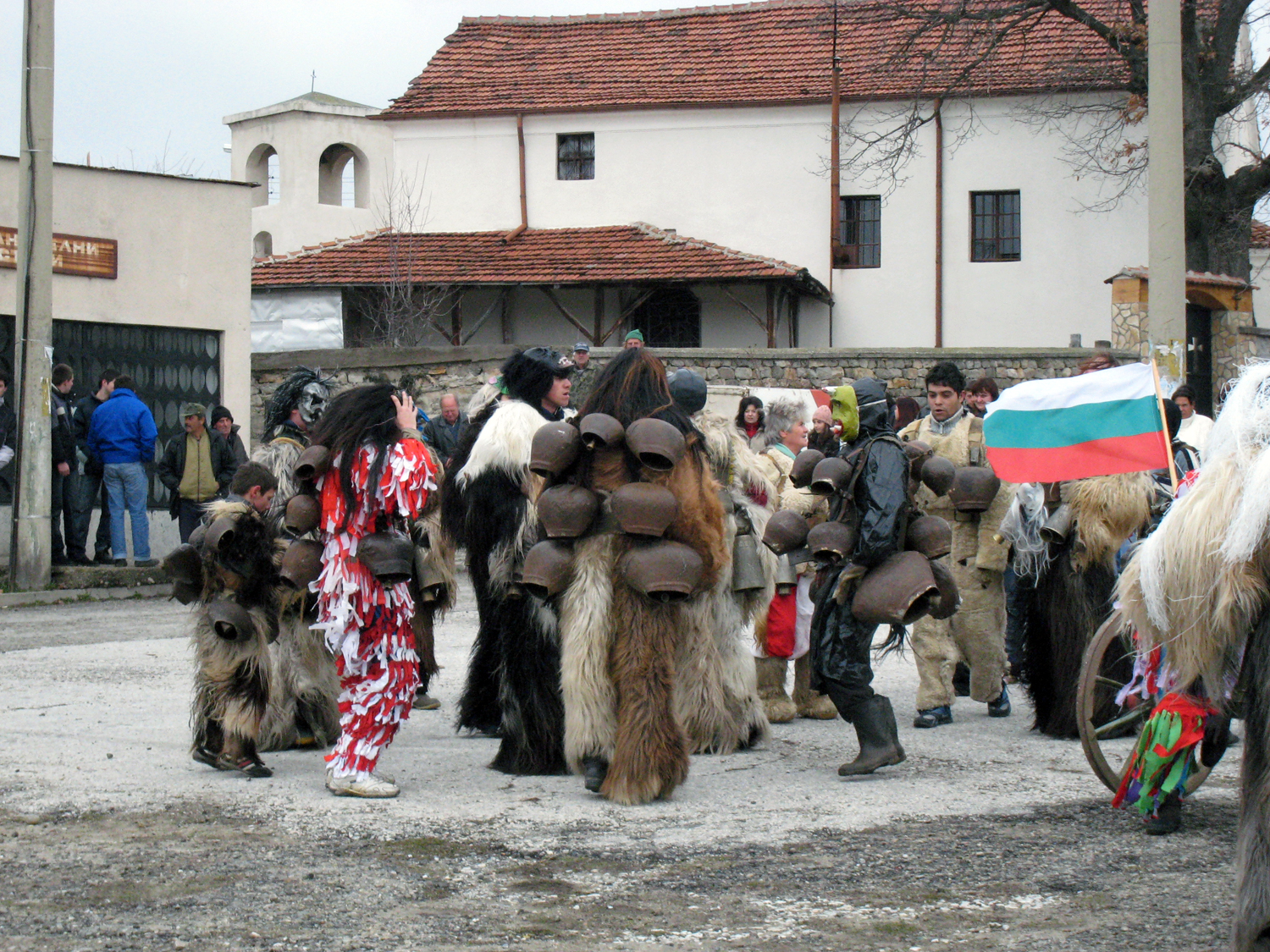
In Gorna Vasilitsa
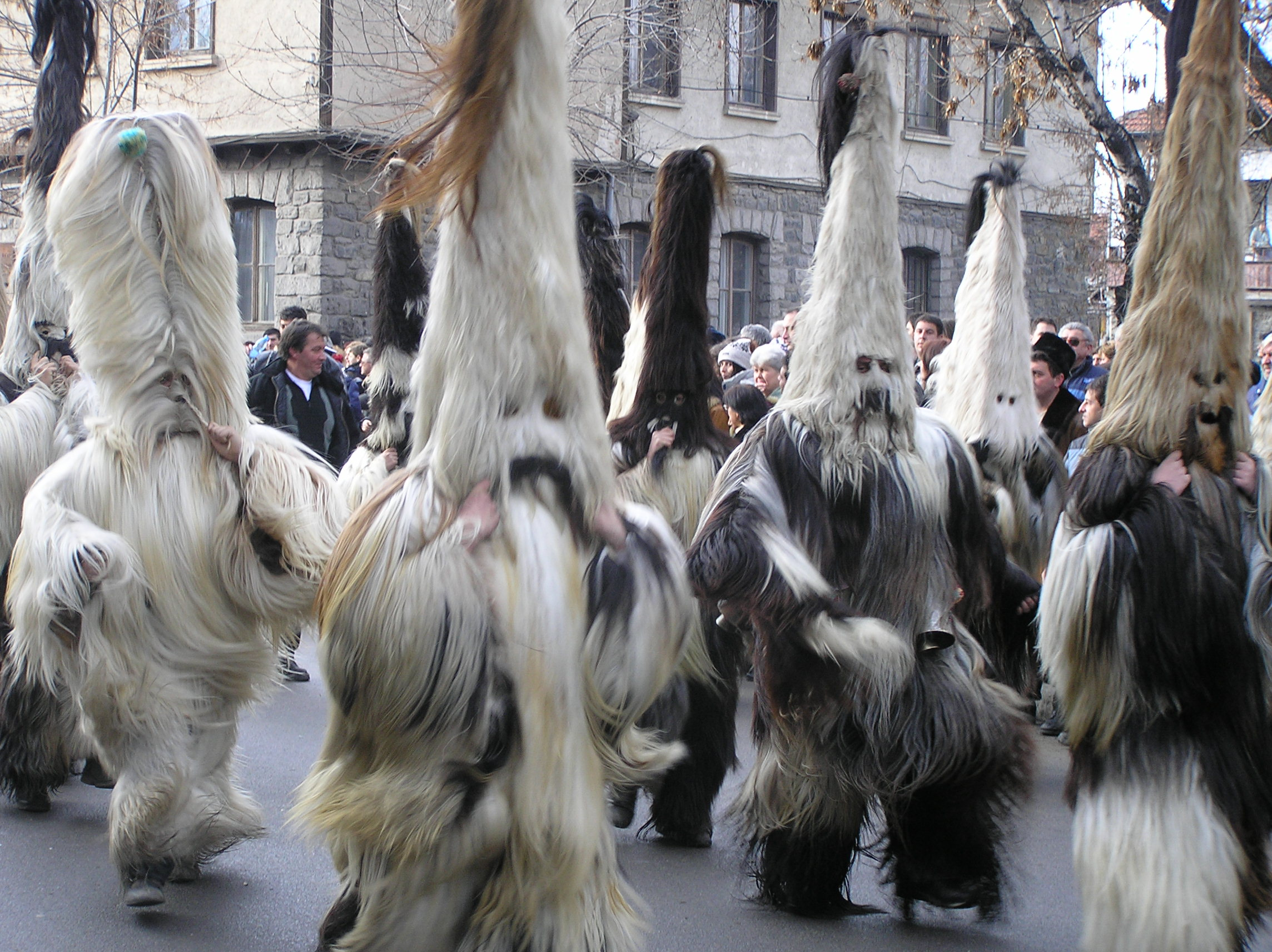
In Razlog

Ähnliche, auf eine vorchristliche Kultpraxis zurückreichende, szenische Tänze werden auch in anderen Teilen Südosteuropas aufgeführt. In Rumänien heißt das Spiel Capra (rumänisch „Ziege“), der Hauptdarsteller agiert mit einer Ziegenmaske.

## Herkunft und Geschichte
Die genaue Herkunft des Rituals ist ungeklärt. Die meisten Quellen verweisen auf thrakische, griechische oder slawische Traditionen. So sehen einige Forscher, insbesondere in den 1960ern, den Ursprung in den dionysischen Spielen im antiken Griechenland.
1963 vertrat Petur Petrov dagegen die Ansicht, dass es sich beim Kukeri um eine Mischung aus slawischer und thrakischer Kultur handele.
In den 1980ern und 1990ern vertrat die Wissenschaft wiederum die Ansicht, dass es vor allem die thrakische Kultur war, die einen Einfluss auf die Entstehung des Kukeri hatte.
Allerdings ist davon auszugehen, dass von der ursprünglichen Tradition vieles verändert wurde und es sich daher um eine Mischform handelte. Bulgarien war viele Jahre lang unter Fremdherrschaft, so dass auch die osmanische Kultur ihren Einfluss auf die Tradition hatte. So tragen einige Verkleidungen türkische Namen und arabische Charaktere treten in einigen Ritualen auf.
Als Bulgarien 1944 zur Volksrepublik Bulgarien wurde und unter kommunistische Herrschaft kam, erfreute sich Kukeri eines großen Revivals. Die Kommunisten unterstützten die identitätsstiftende Tradition und unterstützten Kukeri auch finanziell, indem sie die Gemeindezentren („Chitalishte“) mit zusätzlichen Geldmitteln für Kostüme und die Durchführung der Festivitäten ausrüsteten. Man versprach sich davon eine Abgrenzung zur westlichen Kultur und einen stärkeren Patriotismus, der dem Sozialismus nützen sollte. Nach dem Fall des Kommunismus in den 1990er Jahren starb die Kukeri-Tradition aus, zumindest in ihrer damaligen Form. Die Gemeindezentren schlossen, so dass keine Organisation für die Vorbereitung zur Verfügung stand. Auch gingen die Masken und Kostüme verloren. Kukeri wurde wieder ein lokales Phänomen, das von den Dorfgemeinschaften organisiert wurde und nicht mehr den identitätsstiftenden Charakter wie Mitte des 20. Jahrhunderts hatte.
Vergleichbare Bräuche zum Jahreswechsel im Frühling, bei denen Tiermasken verwendet werden, sind unter anderem Busójárás bei den Šokci in Südungarn, Percht im alpenländischen Raum und Vijanera in Kantabrien, Nordspanien.

## Kulturelle Übernahmen
Im deutschen Film Toni Erdmann mit Peter Simonischek und Sandra Hüller trägt der Protagonist in einer Schlüsselszene eine Kukeri-Verkleidung. Die Verkleidung ist heute Teil des Berliner Museum für Film und Fernsehen. Die schwedisch-deutsche Industrial-Metal-Band Lindemann um Rammstein-Sänger Till Lindemann und Peter Tätgren verwendete für ihr 2015er Video zu Fish On eine Kukeri-Maske.
Die Gesellschaft offene & moderne Schweiz (GomS) plakatierte 2014 im Abstimmungskampf gegen die SVP-Initiative Gegen Masseneinwanderung ein Poster der Künstlerin Ana Roldán, das einen Kukeri zeigt. Die Figur des „wilden Mannes“ sollte zeigen, dass es ähnliche Volksbräuche wie in der Schweiz auch in Bulgarien und in anderen europäischen Ländern gibt, dass es allgemein auch in anderen Ländern schöne Traditionen gibt.